# غوردون باكستر
غوردون باكستر (بالإنجليزية: Gordon Baxter)‏ هو مقدم برامج إذاعية أمريكي، ولد في 25 ديسمبر 1923، وتوفي في 11 يونيو 2005.